# Палатник, Рейза Анатольевна
Рейза (Роза) Анатольевна Палатник (ивр. רייזה פלטניק‎; 23 июня 1936, Балта — 2 октября 1995, Иерусалим) — советская отказница, политическая заключенная, узница Сиона, активистка еврейского национального движения в Советской Украине.

## Биография
Рейза Палатник родилась в г. Балта Одесской области в еврейской семье. После окончания заочного отделения Московского библиотечного института работала в 1962—1970 гг. заведующей отделом Одесской городской библиотеки на ул. Малой Арнаутской. В конце 1960-х входила в сионистскую группу под руководством Абрама Шифрина. По её словам, именно Шестидневная война пробудила в ней национальное самосознание. В течение 1970 г. Рейза Палатник пыталась найти своих родственников в Израиле, мечтая туда репатриироваться.
Рейза Палатник была арестована 1 декабря 1970 г. в Одессе по обвинению в распространении измышлений клеветнического характера, порочащих советский государственный и общественный строй (ст. 187-1 УК УССР, соотв. ст.190-1 УК РСФСР). По словам одесского поэта Льва Мака, в свободное от работы время Палатник перепечатала на машинке «Раковый корпус» А. И. Солженицына. Отпечатки шрифта её машинки сличили с тем, что был на найденной у кого-то копии. Также Палатник распечатывала и давала читать знакомым стихи А. Ахматовой и Б. Пастернака.
14 октября 1970 г. у неё был произведен обыск под предлогом розыска ворованного имущества школы № 53, к которой она не имела никакого отношения. При этом были изъяты: пишущая машинка, стихи Н. М. Коржавина, Б. Ш. Окуджавы, А. А. Галича, О. Э. Мандельштама, А. А. Ахматовой и других поэтов.
Изъятые материалы были квалифицированы начальником управления КГБ г. Одессы как «нелегальная литература». После многочисленных вызовов в КГБ, где Рейзу Палатник допрашивали о её знакомых, 1 декабря 1970 г. она была арестована. После ареста в её отсутствие был произведен второй обыск с целью обнаружения «клеветнических, антисоветских и др. документов, имеющих отношение к делу». При обыске были изъяты произведения Давида Бергельсона, журналы «Новый мир» и «Москва», статья «Эйнштейн и сионизм».
Приговором Одесского областного суда 24 июня 1971 года она была осуждена на два года лагерей по статье 181-1 Уголовного кодекса Украинской ССР. Кассационный суд 23 сентября 1971 года оставил приговор в силе. В своем последнем слове на судебном процессе Палатник высказала мнение, что её судят за еврейство и стремление уехать в Израиль.
Срок Палатник отбывала в венерической зоне, находясь в камере с людьми с открытым туберкулезным процессом, работая по 12 часов на фабрике. Неоднократно подвергалась наказаниям карцером за невыход на ленинский субботник, отказ носить бирку с именем и провокациям со стороны уголовников, работающих на тюремную администрацию. После недельного прибывания в карцере пережила сердечный приступ.
А за пределами зоны шла борьба за освобождение Рейзы Палатник. Члены сионистского движения постоянно передавали западным корреспондентам сведения о её жизни в лагере. В Англии был создан «Комитет 35-ти женщин за освобождение Рейзы Палатник». Изначально группа насчитывала 35 британских домохозяек в возрасте 35 лет, которые по совету Ицхака Рагера, эмиссара «Натива» в Лондоне, решили бороться за Палатник.
В конце 1973 года она была освобождена и 19 декабря вместе с родителями выехала в Израиль. В Израиле более двадцати лет работала в отделе каталога на иностранных языках Национальной библиотеки Израиля в Иерусалиме. Принимала участие в общественной работе, в том числе в составе Гражданского комитета украинcко-еврейского сотрудничества. Рейза Палатник скончалась в Иерусалиме в 1995 г. и погребена на иерусалимском кладбище «Хар ха-Менухот».